# Night Ride Home
| Recensione              | Giudizio    |
| ----------------------- | ----------- |
| AllMusic                | [ 1 ]       |
| Barnes & Noble          | [ 2 ]       |
| Sputnikmusic            | 3.4 (Great) |
| Piero Scaruffi          | [ 4 ]       |
| Dizionario del Pop-Rock | [ 5 ]       |
| 24.000 dischi           | [ 6 ]       |

Night Ride Home è un album discografico di Joni Mitchell, pubblicato dall'etichetta discografica Geffen Records nel febbraio del 1991.
In questo disco la cantautrice canadese riprende le intense ballate degli anni sessanta.
L'album raggiunse la posizione #41 della Chart The Billboard 200.

## Tracce
Brani scritti e composti da Joni Mitchell, eccetto dove indicato.
1. Night Ride Home – 3:21
2. Passion Play (When All the Slaves Are Free) – 5:25
3. Cherokee Louise – 4:32
4. The Windfall (Everything for Nothing) – 5:15
5. Slouching Towards Bethlehem – 6:54 (W.B. Yeats (testo); Joni Mitchell (musica)) – (Da un poema di W.B. Yeats)
6. Come in from the Cold – 7:31
7. Nothing Can Be Done – 4:53 (Joni Mitchell, Larry Klein)
8. The Only Joy in Town – 5:11
9. Ray's Dad's Cadillac – 4:33
10. Two Grey Rooms – 3:57

## Musicisti
Night Ride Home
- Joni Mitchell - chitarra, voce
- Larry Klein - basso, percussioni
- Bill Dillon - chitarra pedal steel
- Alex Acuña - percussioni

Passion Play (When All the Slaves Are Free)
- Joni Mitchell - chitarra acustica, voce
- Larry Klein - basso, percussioni
- Bill Dillon - chitarra
- Alex Acuña - percussioni

Cherokee Louise
- Joni Mitchell - chitarra, tastiere, voce
- Larry Klein - basso, percussioni
- Wayne Shorter - sassofono soprano
- Vinnie Colaiuta - rullante
- Karen Peris - accompagnamento vocale, coro

The Windfall (Everything for Nothing)
- Joni Mitchell - chitarre, tastiere, voce
- Larry Klein - basso
- Vinnie Colaiuta - batteria

Slouching Towards Bethlehem
- Joni Mitchell - chitarra, voce, percussioni
- Larry Klein - basso, percussioni
- Vinnie Colaiuta - batteria
- Alex Acuña - percussioni

Come in from the Cold
- Joni Mitchell - chitarra acustica, billotrom, tastiere, voce
- Larry Klein - basso, chitarra, percussioni
- Vinnie Colaiuta - batteria
- Alex Acuña - percussioni

Nothing Can Be Done
- Joni Mitchell - chitarra acustica, tastiere, voce
- Larry Klein - basso, tastiere
- David Baerwald - voce
- Bill Dillon - chitarra
- Alex Acuña - percussioni

The Only Joy in Town
- Joni Mitchell - chitarra, oboe, tastiere, omnichord, voce
- Larry Klein - basso
- Alex Acuña - percussioni

Ray's Dad's Cadillac
- Joni Mitchell - chitarra, tastiere, voce
- Larry Klein - basso
- Wayne Shorter - sassofono soprano
- Brenda Russell - voce

Two Grey Rooms
- Joni Mitchell - pianoforte, voce
- Larry Klein - basso
- Vinnie Colaiuta - batteria
- Michael Landau - chitarra
- Jeremy Lubbock - arrangiamenti strumenti ad arco, conduttore musicale

Note aggiuntive
- Joni Mitchell e Larry Klein - produttori
- Paula Max Garcia - assistente alla produzione
- Registrato e mixato al The Kiva di Bel Air, Los Angeles, California[9], registrazioni aggiunte effettuate al A&M Studios ed al One on One Studios di Hollywood, California
- Dan Marnien - ingegnere delle registrazioni e del mixaggio
- Tony Phillips - ingegnere aggiunto delle registrazioni
- Steve Churchyard - ingegnere aggiunto delle registrazioni
- Julie Last - ingegnere aggiunto delle registrazioni
- Paula Max Garcia, Julie Last, Kristen Connelly, Jim Hill e Bob Voight - assistenti ingegneri delle registrazioni
- Henry Lewy e Richard Cottrell ingegneri delle registrazioni nel brano Two Grey Rooms
- Mike Shipley - mixaggio
- Julie Last ingegnere del mixaggio nel brano Night Ride Home[7][10]